# Цзунли ямэнь

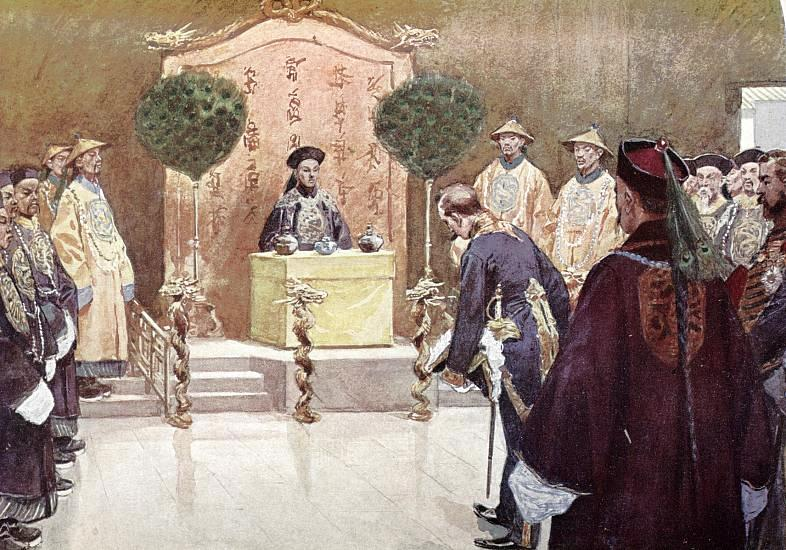
Приём Цзунли ямэнь, 1896 год

Цзунли ямэнь (總理衙門; Zǒnglǐ Yámen; традиционное сокращение от 總理各國事務衙門: «Ямэнь по управлению делами стран») — институт правительства империи Цин (1644—1912), выполнявший функции министерства иностранных дел вместо традиционного Министерства ритуала. Просуществовал с 1861 по 1901 год. Стал первой значительной инновацией административного толка, введенной цинским правительством после реформ 1729 года.

## Возникновение и состав
Был основан после поражения Китая во Второй Опиумной войне, по условиям Пекинского договора. Управлялся кабинетом из пяти членов, главным из которых был великий князь Гун Айсиньгьоро Исинь. В подчинении у них состояли 24 секретаря, среди которых 8 принадлежали к «Ведомству военных тайн» верховного органа цинского правительства, а остальные набирались из различных министерств Пекина.

## Деятельность
Среди проектов Цзунли ямэня 1862 года было утверждение и публикация китайского перевода «Элементов международного права» Генри Уитона. Перевод был выполнен американским миссионером Вильямом Мартином. Он позволил Китаю одержать первую дипломатическую победу на международной арене, используя понятие «территориальные воды» в разрешении конфликта на почве Датско-прусской войны.
В 1862 году открыта переводческая школа, Тунвэньгуань, которая переросла в колледж (с преподаванием западных дисциплин, несмотря на протесты консерваторов) в 1867 году. Её возглавил Сюй Цзиюй.
В 1870-1871 году центром внимания резня в Тяньцзине стала (天津教案), расправа местного населения с французской католической миссией (см. Собор Пресвятой Девы Марии), спровоцированная безрассудной выходкой французского консула.
В 1873 Цзунли ямэнь инициировал расследование по эксплуатации китайцев на низкооплачиваемых работах в Перу и на Кубе. Ранее для защиты прав китайских рабочих в США был привлечён Ансон Бёрлингейм.
В 1881 году, при участии Цзэн Цзицзэ, в Петербурге подписан договор об Илийском крае.